# 沃思 (喬治亞州)
沃思（英語：Worth）是位於美國喬治亞州特納縣的一個非建制地區。該地的面積和人口皆未知。

## 地理
沃思的座標為31°45′03″N 83°40′33″W / 31.75083°N 83.67583°W，而該地的平均海拔高度為119米（即390英尺）。